# جي جي هيكسون
جي جي هيكسون (بالإنجليزية: JJ Hickson)‏ مواليد 4 سبتمبر 1988، هو لاعب كرة سلة أمريكي يلعب مع فريق دنفر ناغتس في الرابطة الوطنية لكرة السلة ويحمل الرقم 7. يبلغ طوله 6 قدم 9 بوصة (2.1 م).

## فرق لعب لها
- كليفلاند كافالييرز
- سكرامنتو كينغز
- بورتلاند ترايل بلايزرز
- دنفر ناغتس

## روابط خارجية
- جي جي هيكسون على موقع إن بي أي (الإنجليزية)
- جي جي هيكسون على موقع سبورتس رفرنس (الإنجليزية)
- جي جي هيكسون على موقع كرة السلة الأوروبية.كوم (الإنجليزية)
- جي جي هيكسون على موقع كلية كرة السلة في سبورتس رفرنس.كوم (الإنجليزية)
- جي جي هيكسون على موقع ريلجم (الإنجليزية)
- جي جي هيكسون على موقع بروبوليرز (الإنجليزية)
- جي جي هيكسون على موقع سبورتس رفرنس (الإنجليزية)